# 2 Armia (RFSRR)
2 Armia (ros. 2-я армия) − jedna z armii radzieckich w okresie wojny domowej w Rosji 1918–1922. Armia została utworzona pod koniec marca 1918 roku w związku z atakiem wojsk austriacko-niemieckich na Ukrainę. Powtórnie utworzona w czerwcu 1918. Ostatecznie rozwiązana 16 lipca 1919.

## Skład początkowy (marzec − kwiecień 1918)
Armia została utworzona z części Oddziału Tyraspolskiego (skład: 5 Zaamurski Pułk Kawalerii, 6 Zaamurski Pułk Kawalerii, jedna bateria artyleryjska, dwa samochody pancerne, jeden oddział samodzielny).

### Dowódcy
- E. M. Wenediktow
- Bondarenko (kwiecień 1918)

## Powtórne utworzenie (czerwiec 1918 − lipiec 1919)
Powtórnie utworzona z dyrektywy dowództwa frontu wschodniego z oddziałów grupy Orenburskiej i Ufijskiej. Po rozwiązaniu (16 lipca 1919) żołnierze 2 Armii zasilili Grupę Szorina na froncie południowym.

### Skład
- 1 Orłowska Dywizja Piechoty (wrzesień 1918)
- 5 Dywizja Strzelecka (kwiecień – lipiec 1919)
- 7 Dywizja Strzelecka (luty – czerwiec 1919)
- 21 Dywizja Strzelecka (styczeń – lipiec 1919)
- 28 Dywizja Strzelecka (wrzesień 1918 – sierpień 1919)
- Specjalna Dywizja Wiacka (październik – grudzień 1918)

### Dowództwo i sztab 2 Armii
Dowódcy:
- W. W. Jakowlew (do 26 czerwca 1918, prawdziwe nazwisko: Miaczin; przeszedł do "Białych")
- F. J. Machin (26 czerwca – 3 lipca 1918, przeszedł do Białych)
- A. I. Charczenko  (3 – 4 lipca 1918, przeszedł do Białych)
- W. N. Błochin (14 lipca – 3 września 1918)
- I. F. Maksimow (3 – 27 września 1918)
- W. I. Szorin (28 września 1918 – 16 lipca 1919)

Członkowie Wojskowej Rady Rewolucyjnej:
- S. I. Gusiew (12 września – 4 grudnia 1918)
- P. Sztiernbierg (17 września 1918 – 18 czerwca 1919)
- G. Sokolnikow (19 września – 2 listopada 1918)
- W. I. Sołowjow (3 grudnia 1918 – 12 czerwca 1919)
- A. K. Safonow (15 kwietnia – 16 lipca 1919)
- D. P. Malutin (15 kwietnia – 12 czerwca 1919)
- M. G. Sułtan-Galijew (19 czerwca – 1 lipca 1919)

Szefowie sztabu:
- Jewgienij Kielczewski (15 sierpnia – 13 września 1918)
- Nikołaj Siemionow (19 września – 2 listopada 1918)
- Fiodor Afanasjew (3 listopada – 12 grudnia 1918; 23 lutego – 3 maja 1919; 18 czerwca – 12 lipca 1919)
- A. O. Zundbład (13 grudnia 1918 – 23 lutego 1919)
- Dmitriew (3 maja – 17 czerwca 1919)